# Псоу (река)
Псо́у (абх. Ԥсоу, груз. ფსოუ) — река на Западном Кавказе. Длина — 53 км, площадь бассейна — около 421 км². Среднегодовой сток в Чёрное море достигает 0,65 км³. Средний расход воды — 19,2 м³/с.
На всём протяжении река образует государственную границу между Российской Федерацией (Краснодарский край) и частично признанной республикой Абхазия (Гагрский район), которая рассматривается Грузией как государственная граница между Россией и Грузией (Гагрский муниципалитет).
Берёт начало с южных склонов Турьих гор в 4,5 км от горы Агепста. Впадает в Чёрное море в 8 км к юго-востоку от устья Мзымты. По реке Псоу проходит восточная граница Сочи. В долине Псоу расположены сёла Аибга, Ермоловка, Нижнешиловское, Весёлое.

## Этимология
Название реки Псоу имеет абхазо-адыгские происхождение. Гидроним восходит к слову псы, которое на адыгейском имеет значение «вода, река». Название родственно с топонимом Псыж, который также образован от снова псы с тем же значением.

## География
Несмотря на небольшую длину, течение в Псоу быстрое, а сама она довольно многоводна, поскольку западные склоны Большого Кавказа получают максимальное количество осадков во всей Европе (до 3000 мм в год). Это подметили ещё в те времена когда бассейн Псоу вошёл в состав Черноморской губернии России. Русло её пролегает почти параллельно реке Мзымта. Но, в отличие от последней, Псоу вытекает не из Главного Кавказского хребта, а из его отрогов, а именно из хребтов Аибга и Тепе-Баше, пересекающихся в её верхнем течении под острым углом. Вначале Псоу течёт на запад-северо-запад, а потом, постепенно поворачивая влево, образует пологую дугу и направляется прямо на юг. Длина Псоу около 53 км. Впадает она в Чёрное море недалеко от Адлера. Верховья Псоу окружены очень высокими Турьими горами (пик Адзитуко достигает высоты 3230 метров), состоящими из различных вулканических пород, а также гранитов и известняков. Первые 28 километров долина Псоу имеет крутые склоны, но прорезав отроги гор Аххач и Дзыхра, оставшиеся 25 км река течет к морю по широкой долине с галечниковой поймой и делится на рукава, среди которых до Олимпийских игр 2014 года имелись участки влажных субтропических топей колхидского типа. Уровень минерализации воды в реке — средний.
Склоны этих гор покрыты вверху сплошными пихтовыми лесами, под ними растут буковые, ниже по долине Псоу леса представляют смесь дуба, бука, клёна, орешника и фруктовых деревьев, перевитых различными лианами (дикий виноград, сассапарилья, клематис, периплока и т. д.).
До середины XIX века основное население долины Псоу составляли этнические абхазцы. Но с уходом мусульман в Турцию, долина Псоу почти лишилась населения, и в последние десятилетия XIX века она была заселена русскими, армянами, эстонцами, греками и другими.

## Притоки
Ввиду рельефа местности, правые притоки Псоу, впадающие с российской стороны (Пхиста и Беш) длиннее и многоводнее левых. Из правых притоков выделяются реки Глубокая, Менделиха, Безымянка, Арква и др. Из левых притоков со стороны Абхазии выделяется река Пхиста с притоком Троицкая.

## История
Название Псоу образовано от адыгского пс(ы) «река» и абхазо-абазинского ау, ауы «длинная».
В связи с относительно успешным продвижением грузинских войск в 1918 году до Туапсе Советско-грузинский договор 7 мая 1920 года определил границу между РСФСР и Грузией по реке Псоу. Пиленковская волость («Пиленково» в тот период назывался Цандрипш), а также весь Гагринский уезд, населённый преимущественно армянами (25,7 %) и русскими (21,9 %), вошли таким образом в состав независимой Грузии. Однако граница по Псоу в первый раз проходила недолго: уже в 1921 году Абхазия была советизирована, включена на договорной основе в состав ГССР, а её северная граница была смещена к реке Багрыпста (Холодная). Пиленковская волость была таким образом передана Кубано-Черноморской губернии РСФСР. Однако Абхазская АССР инициировала территориальный спор с РСФСР, который длился 7 лет, и закончился присуждением Абхазии всех спорных участков. В 1929 году Пиленковская волость была присоединена к Гагрскому району ССР Абхазии, и Псоу вновь стала южной границей РСФСР, а затем и Российской Федерации.